# 3128 Obruchev
3128 Obruchev è un asteroide della fascia principale. Scoperto nel 1979, presenta un'orbita caratterizzata da un semiasse maggiore pari a 3,1106884 UA e da un'eccentricità di 0,1644123, inclinata di 2,93781° rispetto all'eclittica.
L'asteroide è dedicato al geologo, esploratore e scrittore russo Vladimir Afanas'evič Obručev.